# Puntius spilopterus
Puntius spilopterus és una espècie de peix cipriniforme de la família dels ciprínids que es troba a la conca del riu Chao Phraya (Tailàndia).